# Noungou (Korsimoro)
Pour les articles homonymes, voir Noungou.
Ne doit pas être confondu avec Bagbin-Noungou.
Noungou est une localité située dans le département de Korsimoro de la province du Sanmatenga dans la région Centre-Nord au Burkina Faso.

## Géographie
Constitué de centres d'habitation dispersés, Noungou est situé à 3 km au sud de Sabouri-Natenga, à 12 km au sud de Korsimoro, le chef-lieu du département, et à environ 50 km au sud de Kaya, la principale ville de la région.

## Économie
L'agro-pastoralisme est l'activité économique principale du village.

## Éducation et santé
Le centre de soins le plus proche de Noungou est le centre de santé et de promotion sociale (CSPS) de Sabouri-Natenga tandis que le centre hospitalier régional (CHR) se trouve à Kaya.
Le village possède une école primaire publique.